# Jocelyne Villeton
Jocelyne Villeton, z domu Tranchant (ur. 17 września 1954 w Vals-les-Bains) – francuska lekkoatletka specjalizująca się w biegach długodystansowych, przede wszystkim w maratonie, uczestniczka letnich igrzysk olimpijskich w Seulu (1988).

## Sukcesy sportowe
W 1986 r. zajęła 5. miejsce w mistrzostwach Europy w Stuttgarcie w maratonie (z czasem 2:35:17). W 1987 r. odniosła największy sukces w karierze, zdobywając w Rzymie brązowy medal mistrzostw świata w maratonie (z czasem 2:32:53; za Rosą Mota i Zoją Iwanową). W 1988 r. jedyny raz w karierze wystąpiła na olimpiadzie, zajmując w Seulu 19. miejsce w biegu maratońskim.
Czterokrotnie zdobyła tytuły mistrzyni Francji, w półmaratonie (1984, 1991) oraz biegu na 10 000 metrów (1986, 1987).

## Rekordy życiowe
- bieg maratoński – 2:32:03 – Nowy Jork 01/11/1987